# Orivesi (sjö)
Orivesi är en sjö i Finland. Den ligger i kommunerna Kides, Bräkylä, Libelits och Nyslott i landskapen Norra Karelen och Södra Savolax, i den sydöstra delen av landet, 300 km nordost om huvudstaden Helsingfors. Orivesi ligger 75,9 meter över havet. Den är 74 meter djup. Arean är 601,3 kvadratkilometer och strandlinjen är 1 332,46 kilometer lång.